# Lyrical Ballads

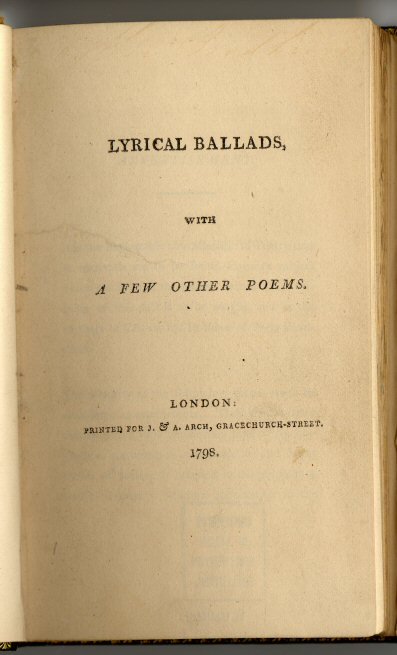
Titelpagina van de eerste druk van Lyrical Ballads

Lyrical Ballads is een gedichtenbundel uit 1798 van de Engelse romantische dichters William Wordsworth en Samuel Taylor Coleridge.
De uitgave van de bundel wordt algemeen beschouwd als het begin van de periode van de Romantiek in de Engelse literatuur.
De dichters wilden een eind maken aan de zeer gekunstelde poëzie en de rigide conventies die in de 18e eeuw waren ontstaan. In plaats van de intellectuele, rationele benadering, werd het accent gelegd op de emotie. Het concept wordt uiteengezet in het voorwoord van de bundel. Dit voorwoord stamt overigens uit 1802.
In eerste instantie waren critici niet positief over de nieuwe benadering. Uitgever Joseph Cottle uit Bristol moest zich met verlies ontdoen van het grootste deel van de 500 exemplaren. Wordsworth wist het copyright echter te herkrijgen en werd in 1800 door de uitgever Longmans benaderd voor een tweede druk.
Slechts vier gedichten uit de bundel zijn van de hand van Coleridge, 19 werden geschreven door Wordsworth.
Een van de bekendste gedichten uit de bundel is Coleridges The Rime of the Ancient Mariner.

## Poëtische theorie
Wordsworth nam zich in het uitgebreide voorwoord van de tweede editie (1800) voor om een soort manifest te schrijven voor de nieuwe poëzie. Hierin zette hij de poëtische principes uiteen waaraan poëzie volgens hem moest voldoen. Dit werkte hij in de derde editie van 1802 nog grondiger uit. De nieuwe poëzie zette hij af tegen die van de schrijvers uit het 'ancien régime' in de vorige eeuw. Deze hadden volgens hem de poëzie te zeer in artificiële conventies gewrongen, wat een nefaste uitwerking had op de vrijheid van expressie. Coleridge verklaarde dat het voorwoord 'half a child of my own brain' was (voor de helft ook uit zijn brein voortgesproten) en schaarde zich achter Wordsworths poging om te breken met de heersende tradities.
Reeds vroeger in de 18e eeuw waren kritische stemmen opgegaan tegen de traditie zoals ze vertegenwoordigd werd door John Dryden, Alexander Pope en Samuel Johnson, maar Wordsworths 'Preface' van de Lyrical Ballads komt de eer toe al deze geïsoleerde ideeën verzameld te hebben en als een coherente theorie gepresenteerd te hebben.
Thema's die in het voorwoord aan bod kwamen
- Het concept van poëzie en de dichter: hier omschrijft Wordsworth poëzie als "the spontaneous overflow of powerful feelings" (het spontane overvloeien van krachtige emoties), in tegenstelling tot de spiegel die de dichter in de eerdere poëtische opvatting aan de lezer diende voor te houden (liefst dan nog met een educatieve functie). Omdat het gedicht de gevoelens van de dichter zelf weergeeft, is het vaak in de ik-vorm geschreven.
- Vrijheid en spontaneïteit: poëzie is niet alleen een overvloeien, maar een spontaan overvloeien van emoties. Dit betekende een opmerkelijke breuk met de klassieke opvatting van poëzie als aan te leren kunst, met regels en conventies. Gedichten worden nu spontaan, vanuit een impuls geschreven, er mag niets berekenends aan zijn.
- Romantische natuurvisie: Wordsworth benadrukte dat de dichter moest leren kijken naar de natuur. Beschrijvingen van landschappen, verbonden met zijn eigen gevoelens, nemen een prominente plaats in bij Wordsworth, bijvoorbeeld in Tintern Abbey, Ode :Intimations of Immortality en The Prelude.
- Aandacht voor het gewone: eenvoudige mensen en dingen uit het dagelijks leven worden verheven tot onderwerp voor een gedicht. Wordsworth had een soort democratisering van de poëzie doorgevoerd, waarin voorheen geweerde personages als idioten (The Idiot Boy), zigeuners, kappers, zwervers en gekke moeders op een ongewone manier werden getoond. Het was Wordsworth er immers niet om te doen om een realistische afbeelding van de wereld te tonen, maar om zijn verbeelding en verwondering erop los te laten en zo het goddelijke in het gewone te ontdekken.
- Het bovennatuurlijke: Wordsworth toont in zijn poëzie hoe gewone dingen als wonderlijk ervaren kunnen worden. Coleridge had voor deze bundel eigenlijk maar enkele gedichten gemaakt, waarvan The Rime of the Ancient Mariner, Kubla Khan en Christabel. Zijn gedichten spelen zich af op exotische locaties of in een mysterieuze, magische omgeving. Hij maakt gebruik van elementen uit folklore en bijgeloof, en laat zich inspireren door de middeleeuwen en het Oosten. Net als William Blake en Wordsworth exploreert hij bewustzijnstoestanden en schrijft over visioenen.

## Inhoud
- The Rime of the Ancyent Marinere
- The Foster-Mother's Tale
- Lines left upon a Seat in a Yew-tree which stands near the Lake of Esthwaite
- The Nightingale, a Conversational Poem
- The Female Vagrant
- Goody Blake and Harry Gill
- Lines written at a small distance from my House, and sent by my little Boy to the Person to whom they are addressed
- Simon Lee, the old Huntsman
- Anecdote for Fathers
- We Are Seven
- Lines written in early spring
- The Thorn
- The last of the Flock
- The Dungeon
- The Mad Mother
- The Idiot Boy
- Lines written near Richmond, upon the Thames, at Evening
- Expostulation and Reply
- The Tables turned; an Evening Scene, on the same subject
- Old Man travelling
- The Complaint of a forsaken Indian Woman
- The Convict
- Lines Composed a few miles above Tintern Abbey